# Dragi Šestić
Dragi Šestić (14 de mayo de 1966) es un productor musical, ingeniero de sonido, director de videoclips musicales y propietario de un sello discográfico bosnio.
En 1998 fundó la primera banda bosnia de Música del mundo, Mostar Sevdah Reunion. Lo redescubrió casi olvidado Leyendas de la música gitana de la ex Yugoslavia Šaban Bajramović y Ljiljana Buttler-Petrović y los puso en el centro de atención de la comunidad internacional Escena de música mundial.
Šestić nació en Mostar, Bosnia y Herzegovina.
Trabajó con el famoso maqaam (Maqam al-iraqi), estrella y única maestra del mismo - Farida Ali de Irak en su álbum Ishraqaat.
En su trabajo participaron muchas de las estrellas balcánicas, incluida la Reina de los Gitanos Esma Redžepova, Boban Marković, Naat Veliov, Amira Medunjanin, Fulgerica, Ljubiša Stojanović Louis y muchos más. Su trabajo se puede encontrar en muchas compilaciones de músicas del mundo, pero la mayor parte está en su sello discográfico Snail Records, fundado en 2002. Vive y trabaja en Países Bajos.

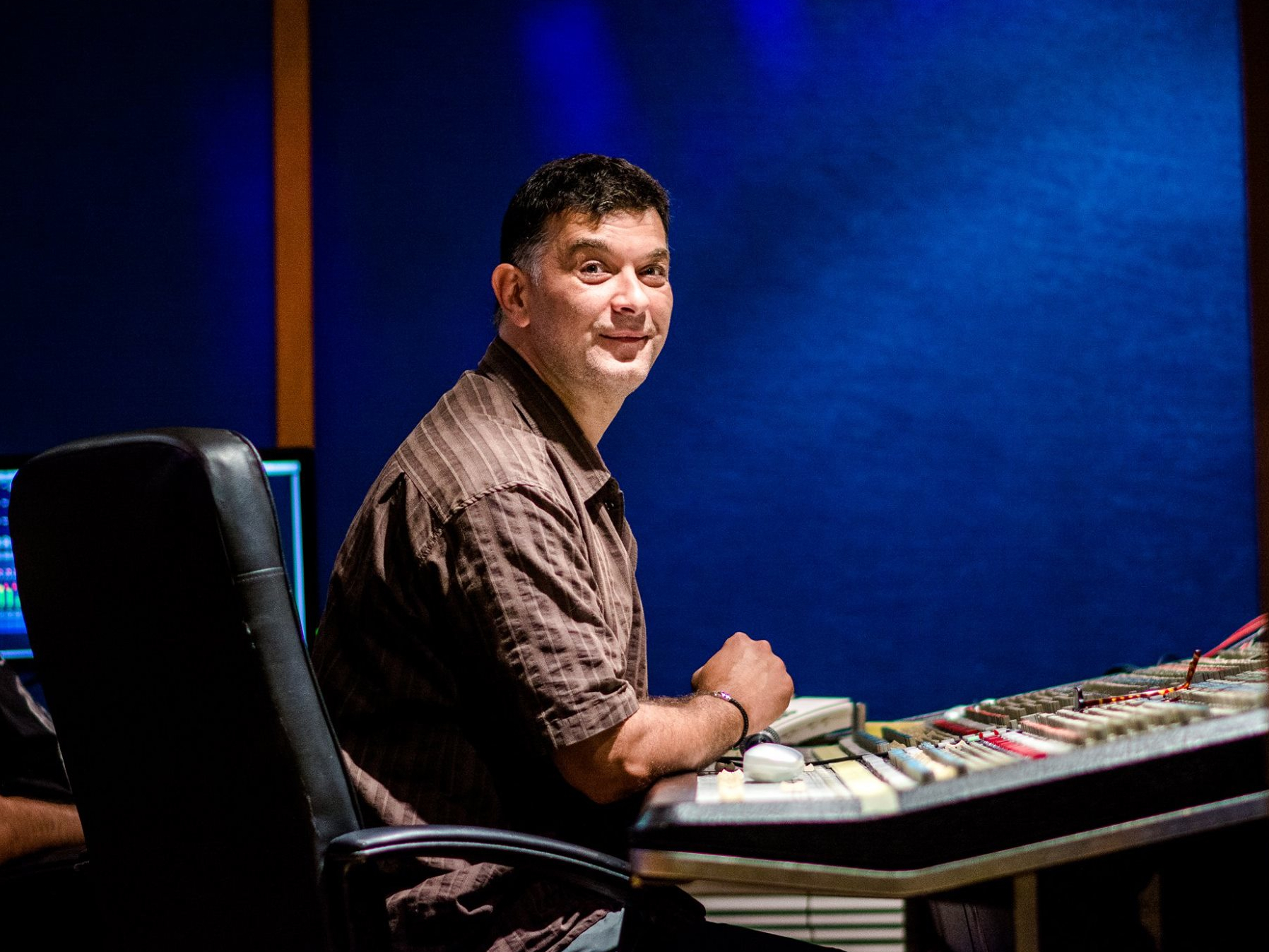
Šestić

## Discografía como productor musical
1. Mostar Sevdah Reunion: «Mostar Sevdah Reunion» (1999 – World Connection)
2. Mostar Sevdah Reunion presenta Šaban Bajramović: «A Gypsy Legend» (Una leyenda gitana) (2001 World Connection)
3. Ljiljana Buttler: «The Mother of Gypsy Soul» ((La madre del alma gitana) (2002 Snail Records)
4. Fulgerica and The Mahala Gipsies: «Gypsy Music From The City Of Bucharest»(Música gitana de la ciudad de Bucares) (2002 World Connection)
5. Mostar Sevdah Reunion: «A Secret Gate» (2003 Snail Records)
6. Amira: «Rosa» (2004 Snail Records)
7. Branko Galoić: «Above The Roofs» (2005 Snail Records)
8. Farida: «Ishraqaat» (2005 Snail Records)
9. Mostar Sevdah Reunion y Ljiljana Buttler: «The Legends Of Life» (Las leyendas de la vida) (2005 Snail Records)
10. Mostar Sevdah Reunion y Šaban Bajramović: «Šaban» (2006 Snail Records)
11. Mostar Sevdah Reunion: «Cafe Sevdah» (2007 Snail Records)
12. Ljiljana Buttler: «Frozen Roses» (Rosas congeladas) (2009 Snail Records)
13. Sarr e Roma: «Sarayland» (2010 Snail Records)
14. Louis: «The Last King Of The Balkans» (El último rey de los Balcanes)(2011 Snail Records)
15. Klezmofobia: «Kartushnik» (2012 Tiger Records)
16. Mostar Sevdah Reunion: «Tales From A Forgotten City» (2013 Snail Records/ World Connection)
17. Mostar Sevdah Reunion: «Kings Of Sevdah» (2016 Snail Records)
18. Klapa Reful Split: «Heart Of Dalmatia» (Corazón De Dalmacia) (2017 Snail Records)
19. Mostar Sevdah Reunion presenta Sreta: «The Balkan Autumn» (2018 Snail Records)
20. Marin Jerkunica: «Badija» (2019 Snail Records)
21. Mostar Sevdah Reunion: «Lady Sings The Balkan Blues» (2022 Snail Records)
22. Mostar Sevdah Reunion: «Live in Sarajevo» (2023 Snail Records)
23. Mostar Sevdah Reunion: «Bosa Mara» (2024 Snail Records)
24. Tondini plays Mostar Sevdah Reunion: «Disko 088» (2025 Snail Records)

## Premios
- Premios de la música bosnia "Davorin": Premio especial 2002
- "Davorin" Bosnian Music Awards: Mejor álbum étnico del año 2003 (por "The Mother of Gypsy Soul: Ljiljana Buttler")
- Premios de la Música Bosnia "Davorin": Mejor Álbum del Año 2004

## Películas
- Mostar Sevdah Reunion de Pjer Žalica 2000
- Sevdah el puente que sobrevivió de Mira Erdevički 2005
- Šaban de Miloš Stojanović 2007
- Tales from a Forgotten City(Cuentos de una ciudad olvidada) de Amir Grabus 2013
- Balkan Blues: Stories from Mostar (Historias de Mostar) de Lucio de Candia 2016